# Eutreptiella braarudii
Eutreptiella braarudii (Throndsen, 1969), secondo una classificazione filogenetica  è una specie del supergruppo Excavata appartentente alla famiglia Eutreptiaceae.

## Caratteristiche
Eutreptiella braarudii è una specie esclusivamente marina nella classificazione tassonomica degli Euglenozoi. Questi microrganismi sono unicellulari e di solito hanno una dimensione di circa 15-40  µm . L'organismo proviene dal genere Eutreptiella e appartiene alla famiglia delle Eutreptiaceae.
Cellula con due o quattro flagelli, pellicola a larghe striature, cloroplasti che si irradiano da due centri del paramylon. Questa specie è spesso molto comune all'inizio della primavera nello Skagerrak
Eutreptiella braarudii è stata ritrovata per la prima volta in Norvegia da Throndsen nel 1969.
Altri ritrovamenti ci sono stati nel mar Baltico (Norvegia) nel mar Baltico Svezia,, nel mar Antartico, nel Mar Nero (Ucraina), e infine nel Mar del Giappone (Russia).